# 2013~2014년 남서인도양 사이클론
2013~2014년 남서인도양 사이클론 (2013~2014 South-West Indian Ocean cyclone season)은 남서인도양에서 2013년 7월부터 2014년 6월까지 발생한 사이클론들의 활동에 대해 기록한 문서이다.

## 활동한 사이클론

### 열대요란
- 활동 기간: 2013년 7월 8일 ~ 7월 9일
- 이 열대요란에는 번호가 부여되지 않았다.

### 제1호 약한 열대폭풍 01S
10월 25일 낮 12시에 디에고가르시아 남서쪽 약 200 해리 (360 km) 부근 해상에서 제1호 열대요란이 발생하였다. 당시 제1호 열대요란은 아열대 고기압을 따라 서남서진하였다. 약한 윈드 시어와 강한 상층 발산에 힘입어 점차 발달하여 10월 26일 오전 6시에 열대저기압으로 발달하였다. 그러나 섭씨 26~27도의 약간 낮은 수온과 약한 하층 수렴의 영향으로 하층 순환 중심이 대류가 활발하게 이루어지는 곳으로부터 멀어졌다. 게다가 10월 27일부터는 윈드 시어도 강해져 더 이상 발달하지 못했고, 아열대 고기압의 가장자리를 따라 방향을 서쪽으로 틀던 제1호 열대저기압은 26°C 경계선을 통과하면서 약화되기 시작하였다. 결국 같은 날 정오에 열대요란으로 약화되었고, 오후 6시에는 RSMC 라 리유니온에서 마지막 사이클론 정보를 발표하였다.

### 제14호 매우 강한 사이클론 헬렌
3월 27일에 제14호 열대요란이 발생하였다. 이 열대요란이 이동하여 고수온 해역에 진입하면서 급격히 발달하기 시작했고, 3월 30일 오전에 강한 열대폭풍 헬렌(Hellen)으로 발달하였다. 같은 날에 강한 사이클론으로 급격히 발달하였다. 더 발달하여 최저 기압 915 hPa, 최대 풍속 125 노트로 최성기를 맞이한 후에는 마다가스카르와의 마찰로 인해 급격히 약화되어 4월 1일 열대요란으로 하향 조정되었다. 그 이후 남서진하면서 저기압으로 약화되었고, 이 저기압은 4월 5일 모잠비크에 상륙한 직후 소멸하였다.

### 제15호 강한 열대폭풍 이바노에
4월 4일 디에고가르시아 섬 남동쪽 약 1155 km 부근 해상에 제15호 열대요란이 발생하였다. 다음 날, 이 열대요란은 약한 열대폭풍으로 발달하여 '이바노에'(Ivanoe)로 명명되었다. 같은 날 강한 열대폭풍으로 발달하였으나, 몇 시간 되지 않아 다시 약화되었다. 수온이 낮아지면서 약한 열대폭풍 이바노에는 계속 약화되었다. 4월 6일이 되자 이바노에는 온대저기압으로 변질되었고, 이로써 RSMC 라 리유니온에서는 마지막 사이클론 정보를 발표하였다.

## 같이 보기
- 2013~2014년 남태평양 사이클론
- 2013년 북인도양 사이클론
- 2014년 북인도양 사이클론
- 2013~2014년 오스트레일리아 근해 사이클론